# Iulian Arhire
Iulian Arhire (ur. 17 marca 1976 w Gałaczu) – rumuński piłkarz, grający na pozycji pomocnika.

## Kariera piłkarska

### Kariera klubowa
Wychowanek klubu Steaua Bukareszt.

#### Constant Galați (1994/95)
W 1994 rozpoczął karierę piłkarską w miejscowym zespole Constant Galați.

#### Oțelulu Galați (1994/95-1998/99)
W 1995 przeszedł do innego klubu z tego miasta Oțelulu Galați. 4 marca 1995 debiutował w jej barwach w Liga I.

#### Pohang Steelers (1999/00)
W 1999 po raz pierwszy wyjechał za granicę, gdzie bronił barw koreańskiego Pohang Steelers,

### Kariera reprezentacyjna
Występował w młodzieżowej reprezentacji Rumunii, w której rozegrał około 20 meczów.

## Statystyki
| Klub                | Sezon   | Liga              | Liga  | Liga   | Puchary krajowe | Puchary krajowe | Puchary europejskie | Puchary europejskie | Łącznie | Łącznie |
| Klub                | Sezon   | Liga              | Mecze | Bramki | Mecze           | Bramki          | Mecze               | Bramki              | Mecze   | Bramki  |
| ------------------- | ------- | ----------------- | ----- | ------ | --------------- | --------------- | ------------------- | ------------------- | ------- | ------- |
| Constant Galați     | 1994/95 | Divizia B         | 15    | 1      |                 |                 | –                   | –                   | 15      | 1       |
| Oțelul Galați       | 1994/95 | Divizia A         | 5     | 0      |                 |                 | –                   | –                   | 5       | 0       |
| Oțelul Galați       | 1995/96 | Divizia A         | 16    | 0      |                 |                 | –                   | –                   | 16      | 0       |
| Oțelul Galați       | 1996/97 | Divizia A         | 24    | 0      |                 |                 | –                   | –                   | 24      | 0       |
| Oțelul Galați       | 1997/98 | Divizia A         | 26    | 3      |                 |                 | –                   | –                   | 26      | 3       |
| Oțelul Galați       | 1998/99 | Divizia A         | 13    | 0      |                 |                 | 3                   | 0                   | 19      | 0       |
| Poohang Steelers    | 2000/01 | K-League          |       |        |                 |                 | –                   | –                   |         |         |
| Dinamo Bukareszt    | 2000/01 | Divizia A         | 2     | 0      |                 |                 |                     |                     |         |         |
| Zimbru Kiszyniów    | 2000/01 | Divizia Națională | 17    | 1      |                 |                 | –                   | –                   | 17      | 1       |
| Ałanija Władykaukaz | 2000    | Priemjer-Liga     | 7     | 0      |                 |                 | –                   | –                   | 7       | 0       |
| Zimbru Kiszyniów    | 2001/02 | Divizia Națională | 16    | 1      |                 |                 | 2                   | 0                   | 16      | 1       |
| Metalurg Donieck    | 2002/03 | Wyszcza liha      | 6     | 0      | 1               | 0               | –                   | –                   | 7       | 0       |
| Wołyń Łuck          | 2002/03 | Wyszcza liha      | 1     | 0      | 0               | 0               | –                   | –                   | 1       | 0       |
| Politehnica Iași    | 2004/05 | Divizia A         | 18    | 0      |                 |                 | –                   | –                   | 18      | 0       |
| Politehnica Iași    | 2005/06 | Divizia A         | 16    | 0      |                 |                 | –                   | –                   | 16      | 0       |
| Oțelul Galați       | 2005/06 | Divizia A         | 6     | 0      |                 |                 | –                   | –                   | 6       | 0       |
| Unirea Urziceni     | 2006/07 | Divizia A         |       |        |                 |                 | –                   | –                   |         |         |
| Unirea Urziceni     | 2007/08 | Divizia A         |       |        |                 |                 | –                   | –                   |         |         |
| Gloria Bystrzyca    | 2007/08 | Divizia A         |       |        |                 |                 | –                   | –                   |         |         |

## Sukcesy i odznaczenia

### Sukcesy klubowe
- wicemistrz Mołdawii: 2001
- wicemistrz Rumunii: 2002
- brązowy medalista Mistrzostw Mołdawii: 2002
- brązowy medalista Mistrzostw Ukrainy: 2003